# Sybil Williams
Sybil Williams, anteriormente conocida como Sybil Burton (Tylorstown, Glamorganshire, Gales; 27 de marzo de 1929 - Manhattan, Nueva York, Estados Unidos; 7 de marzo de 2013) fue una actriz, empresaria y directora de teatro galesa, y fundadora del popular club nocturno de celebridades de Nueva York Arthur. Se hizo reconocida por ser la primera esposa de Richard Burton.

## Biografía y carrera
Su padre era funcionario de una mina de carbón, su madre cantaba en el coro de la capilla. Ambos ya habían fallecido cuando ella tenía tan solo 15 años de edad y se mudó a Northampton en Midlands para vivir con su hermana casada. Allí, trabajó como escaparatista y participó en teatros amateur.
Sybil asistió a la Academia de Artes Dramáticas de Londres (ahora LAMDA). Incursionó brevemente en el cine y en roles de reparto en las películas Kitty de 1945, dirigida por Mitchell Leisen, y protagonizada por Paulette Goddard y Ray Milland; y en The Last Days of Dolwyn en 1949, con la dirección de Emlyn Williams, y encabezada por Edith Evans y Richard Burton.Fue en esta última película donde Sybil conoce a Burton. Después de su matrimonio, se retiró de la actuación, actuando solo unas pocas veces y, en general, en el escenario en vez del cine.
Hizo su única aparición en el West End, en Harvey de Mary Chase, la obra sobre un hombre y su conejo imaginario filmada más tarde con James Stewart, en el teatro Prince of Wales.
Apareció con Burton en la temporada de Stratford-upon-Avon de 1951, cuando él interpretó a su resplandeciente Príncipe Hal en Enrique IV, Parte 1; ella era Lady Mortimer, hablando solo en galés, en una producción que también incluía a Hugh Griffith, Rachel Roberts y el gran amigo de Burton, Robert Hardy. Griffith y Roberts también aparecieron junto a los Burton en la famosa grabación de radio de la BBC de 1954 de Under Milk Wood de Dylan Thomas; allí interpretó a Myfanwy Price, una modista y vendedora de dulces.
Fue invitada en numerosas comedias y programas de aquellos años como fueron Open End (1964), The Les Crane Show (1965), The Steve Lawrence Show (1965),  The Young Set  (1965), The Merv Griffin Show (1965-1966) y Working in the Theatre (2005).
En 1965, Sybil fundó un club nocturno en Manhattan en 154 East 54th Street, el sitio de El Marruecos; contribuyeron numerosas celebridades y artistas conocidos, incluidos Julie Andrews, Leonard Bernstein, Roddy McDowall y Stephen Sondheim. Arthur, como se conocía al club (el precursor de Studio 54) se convirtió en un popular club nocturno para celebridades durante su breve funcionamiento (1965-1969). Los habitués frecuentes de ese sitio incluyeron a Truman Capote, Wilt Chamberlain, Roger Daltrey, Princess Margaret, Rudolph Nureyev, Lee Remick, Andy Warhol, Angela Lansbury y Tennessee Williams.
También abrió el New Theatre en 1969. En 1991 fundó, junto a Emma Walton (la hija de la actriz Julie Andrews) y su marido el Bay Street Theatre, una institución cultural en Long Island, de la cual fue su directora artística durante 22 años.

## Divorcio
El matrimonio Williams -Burton terminó de manera escandalosa en 1963, cuando Burton comenzó una relación con la actriz Elizabeth Taylor. Los Burton se habían establecido en Hampstead, al norte de Londres. Pero a medida que la carrera del actor se disparaba su comportamiento se volvió más salvaje. La familia se mudó a Suiza en un intento por mantener la armonía en la relación, pero la tensión se notaba. Se divorció del actor acusándolo por "abandono y trato cruel e inhumano", recibiendo un acuerdo de $1 millón y la custodia de sus hijas. Con Burton tuvo dos hijas: Katherine "Kate" Burton (nacida el 10 de septiembre de 1957), quien incursionó como  actriz;  y Jessica Burton (nacida en 1959), esta última quien sufría de autismo severo y fue institucionalizada a la edad de seis años.
Un año después de su divorcio con Burton, Williams conoce en su club Arthur al actor, músico y cantante Jordan Christopher. Un mes después de conocerse, Christopher y Williams, once años mayor que él, comenzaron a salir y se casaron en 1966. Tuvieron una hija llamada Amy, y él tuvo una hija llamada Jodi de un matrimonio anterior. Juntos vivieron hasta la muerte de este tras un ataque cardíaco el 21 de enero de 1996 a los 55 años.
Sybil Williams murió en Manhattan, Nueva York, Estados Unidos, el 7 de marzo de 2013 tras complicaciones naturales en su salud a sus 83 años.